# غريغوري أندرسون
غريغوري أندرسون (بالإنجليزية: Gregory Anderson)‏ هو منتج أفلام وكاتب سيناريو أمريكي، ولد في 1950.